# Behir Chergui
Behir Chergui (em árabe: بحير الشرقي) é uma comuna localizada na província de Oum El Bouaghi, Argélia. De acordo com o censo de 2008, a população total da cidade era de 1 904 habitantes.